# Mocoço
Mocoço (Moquoso, Mucoço), pleme američkih Indijanaca porodice Timuquanan, naseljeno u području zaljeva Hillsboro Bay, odnosno downtowna (Tampa i Hyde Park), Florida.
Ovo sjedilačko obalno pleme prvi je vidio Španjolac Juan Ortiz koji je u ranom 16 stoljeću proveo više od deset godina u zarobljeništvu kod nekog poglavice Hirrihigua čije se pleme možda zvalo Uçita (kasnije nazivani Pohoy).  Odavde je pobjegao uz pomoć Hirrihiguine kćerke i sklonio se kod poglavice Mocoço gdje ga 1539. nalazi Hernando de Soto. Ubrzo kasnije o plemenu Mocoço malo će se čuti, združivši se s ostalim Timucua plemenima izgubit će identitet i nestati iz povijesti. Rana populacija (NAHDB) iznosila je 1500. oko 200. 

## Vanjske poveznice
- Mococo  Arhivirana inačica izvorne stranice od 5. studenoga 2016. (Wayback Machine)